# Onthophagus sinicus
Onthophagus sinicus es una especie de insecto del género Onthophagus, familia Scarabaeidae, orden Coleoptera.
Fue descrita científicamente por Hope en 1842.